# Otto Steenholdt
Otto Japhet Sivert David Steenholdt (født 27. september 1936 i Aasiaat, død 20. oktober 2016 i Klarup) var en grønlandsk politiker lærer og forfatter, der sad i folketinget for Atassut fra 1977-1998.